# Мантьер
Мантье́р (фр. и окс. Mentières) — коммуна во Франции, находится в регионе Овернь. Департамент — Канталь. Входит в состав кантона Сен-Флур-Нор. Округ коммуны — Сен-Флур.
Код INSEE коммуны — 15125.
Коммуна расположена приблизительно в 430 км к югу от Парижа, в 80 км южнее Клермон-Феррана, в 60 км к востоку от Орийака.

## Население
Население коммуны на 2008 год составляло 129 человек.
| 1962 | 1968 | 1975 | 1982 | 1990 | 1999 | 2008 |
| ---- | ---- | ---- | ---- | ---- | ---- | ---- |
| 172  | 176  | 143  | 136  | 120  | 112  | 129  |

## Экономика

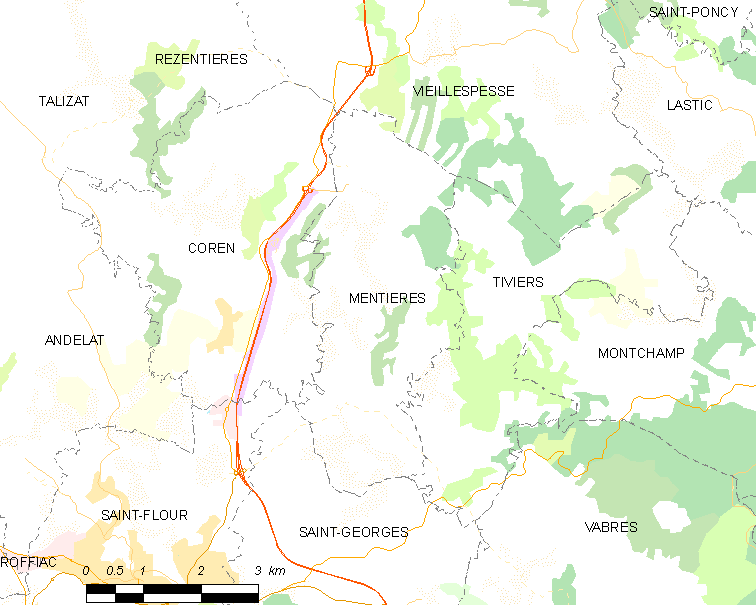
Карта коммуны

В 2007 году среди 80 человек в трудоспособном возрасте (15—64 лет) 71 была экономически активными, 9 — неактивными (показатель активности — 88,8 %, в 1999 году было 81,9 %). Из 71 активных работали 68 человек (37 мужчин и 31 женщина), безработных было 3 (1 мужчина и 2 женщины). Среди 9 неактивных 4 человека были учениками или студентами, 3 — пенсионерами, 2 были неактивными по другим причинам.

## Достопримечательности
- Церковь Сент-Маделен (XII век). Памятник истории с 1997 года[3]